# FLEX
A FLEX egy megszűnt, egyfelhasználós, egyfeladatos (single user single task) operációs rendszer volt a Motorola 6800 mikroprocesszor alapú rendszerekhez, amelyet az Indiana állambeli Technical Systems Consultants cég fejlesztett ki 1976-ban.
Az eredeti rendszert 8"-os floppyn adták ki, a későbbi 5,25"-os lemezen kiadott verziót mini-Flexnek nevezték. Ezt a verziót portolták Motorola 6809 processzorra.
Ezt a verziót FLEX 9-nek nevezték. A rendszert alapvetően karakteres terminál használatára tervezték, azonban egyes gyártók biztosítottak hozzá alapvető grafikai és mutató eszköz (pointing device) támogatást.
Alapvetően lemez alapú operációs rendszer, amely 256 bájtos szektorokat használ dinamikus szektorokkal formázott floppylemezeken. Elérhető volt hozzá BASIC,  Forth, C, FORTRAN és Pascal programozási nyelv. A kiterjesztett BASIC nyelvnek volt egy tokenizált formára fordító változata is, az ún. Pre-compiled BASIC.
A TSC készített egy továbbfejlesztett FLEX verziót a Smoke Signal Broadcasting kaliforniai hardvergyártó számára, ez volt a Smoke Signal DOS, amelyben tovább javították a lemezhasználat megbízhatóságát.
Az operációs rendszer továbbfejlesztéseként elkészült a többfeladatos, többfelhasználós, Unix-szerű UniFLEX operációs rendszer, amely DMA lemezvezérlőket és 8"-os lemezt igényelt. Ezt kis számban értékesítették. A fejlesztő több számítógépes nyelvet portolt az UniFLEX-re.
Az 1980-as évek elején a Compusense Ltd. kínálta a FLEX operációs rendszert a Dragon 64 otthoni számítógépek számára, amelyeket szintén 6809-es processzor vezérelt.